# Lynda Barry
Pour les articles homonymes, voir Barry.
Lynda Barry (née le 2 janvier 1956 à Richland Center) est une auteure de bande dessinée underground américaine.

## Biographie
Étudiante en art à l'Evergreen State College d'Olympia, elle commence à dessiner des bandes dessinées de manière compulsive. Celles-ci sont remarquées par Matt Groening et John Keister qui les publient dans le journal du campus sous le titre Ernie Pook's Comeeks en 1977. La série sera par la suite publiée de façon hebdomadaire pendant trente ans aux États-Unis et au Canada.
Auteur de 17 bandes dessinées, elle a également écrit deux romans illustrés, dont The Good Times are Killing Me (1988) qu'elle a adapté au théâtre en 1991. Mes ! Cent ! Démons !, autofiction où elle met en scène son enfance et son adolescence et premier de ses livres publié en France, lui a valu d'être la première femme à remporter le prix Eisner du meilleur album, en 2003.
Elle a participé au comics underground féministe Wimmen's Comix.

## Œuvres
- Girls and Boys (Real Comet Press 1981)  (ISBN 0-941104-00-1)
- Big Ideas (Real Comet Press 1983)  (ISBN 0-941104-07-9)
- Naked Ladies, Naked Ladies, Naked Ladies: Coloring Book (Real Comet Press 1984)  (ISBN 978-0941104135)
- Everything in the World (HarperCollins 1986)  (ISBN 978-0060961077)
- Down the Street (HarperCollins 1988)  (ISBN 978-0060963040)
- The Fun House (HarperCollins 1988)  (ISBN 0-06-096228-3)
- The Good Times Are Killing Me (Perennial/HarperCollins, 1988)  (ISBN 0-941104-22-2)
- Come Over, Come Over (HarperCollins 1990)  (ISBN 0-06-096504-5)
- My Perfect Life (Perennial/HarperCollins 1992)  (ISBN 978-0060965051)
- The Lynda Barry Experience (spoken word cassette tape/CD 1993)  (ISBN 1-882543-17-3)
- It's So Magic (Perennial/HarperCollins 1994)  (ISBN 978-0060950460)
- The Freddie Stories (Sasquatch Books 1999)  (ISBN 978-1570611063)
- Cruddy (Simon & Schuster hardcover 1999)  (ISBN 978-0684865300) (paperback 2000)  (ISBN 978-0684838465)
- The Greatest of Marlys (Sasquatch Books 2000)  (ISBN 1-57061-260-9)
- One! Hundred! Demons! (Sasquatch Books 2002)  (ISBN 9781570613371)
- What It Is (Drawn and Quarterly 2008)  (ISBN 978-1897299357)
- Picture This: The Near-Sighted Monkey Book (Drawn and Quarterly 2010)  (ISBN 1-897299-64-8)
- Blabber Blabber Blabber: Volume 1 of Everything (Drawn and Quarterly 2011)  (ISBN 978-1770460522)
- Syllabus: Notes from an Accidental Professor (Drawn and Quarterly 2014)  (ISBN 978-1770461611)
- The Greatest of Marlys (Drawn and Quarterly hardcover 2016)  (ISBN 978-1770462649)
- Making Comics (Drawn and Quarterly 2019)  (ISBN 978-1770463691)

### Ouvrages publiés en France
- Mes cent démons !, éd. Çà et là, 2014  (ISBN 978-2-916207-90-2)
- Come Over, Come Over, éd. Çà et là, 2024 (ISBN 978-2-36990-403-8)

## Distinctions
- 1988 : Prix Inkpot
- 2003 : Prix Eisner du meilleur album pour Mes ! Cent ! Démons !
- 2004 : Temple de la renommée des auteures de bande dessinée
- 2009 : Prix Eisner du meilleur travail inspiré de la réalité pour What It Is
- 2015 : 
  - Sélection officielle au Festival d'Angoulême 2015 pour Mes Cent Démons !
  - Sélection Prix Artémisia pour Mes Cent Démons !
- 2016 : Temple de la renommée Will Eisner
- 2017 : Prix Milton Caniff, pour l'ensemble de son œuvre
- 2020 : 
  - Prix Eisner du meilleur livre consacré à la bande dessinée, et de la meilleure maquette pour Making Comics[3]
  - Prix Reuben, pour Making Comics
- 2023 : Prix Eisner du meilleur recueil ou projet patrimonial (strip) pour Come Over Come Over, It’s So Magic, and My Perfect Life (édité par Peggy Burns[4]
- 2025 : Prix du Patrimoine - Festival d’Angoulême 2025[5]